# Luzonacera chang
Luzonacera chang is een spinnensoort uit de familie Psilodercidae. De wetenschappelijke naam van de soort werd voor het eerst geldig gepubliceerd in 2017 door F. Y. Li en S. Q. Li.
De soort is endemisch op het Filipijnse eiland Luzon en komt op ongeveer 212 meter hoogte voor in de Mystical Cave, nabij de stad Antipolo.
Het holotype van het mannetje meet 2,72 mm en het paratype van het vrouwtje 3,00 mm.